# فارادی فیوچر
فارادی فیوچر (به انگلیسی: faraday future) یک شرکت نوپای آمریکایی در زمینه تکنولوژی است؛ که بر روی پیشرفت و توسعه خودروهای هوشمند برقی تمرکز دارد.

## تاریخچه
فارادی فیوچر در آوریل ۲۰۱۴میلادی پایه‌گذاری شد؛ و مَقر اصلی اش در شهر لس آنجلس کالیفرنیا و در منطقه صنعتی هاربر گیت وی و در مجاورت، شهر کارسون قراردارد.
تعداد کارمندان این شرکت از زمان تأسیس تا سال ۲۰۱۶میلادی به ۱۰۰۰ نفر رسید. شریک مالی این شرکت، شرکت چینی لی اکو که به تولید لوازم الکتریکی می‌پردازد و توسط جیا یوتینگ، مدیریت می‎شود.
نام شرکت فارادی فیوچر به خاطر یکی از اصول بنیادی فناوری موتورهای الکتریکی به نام عنوان قانون القای فارادی انتخاب شد. که خود این قانون نیز، به افتخار دانشمند انگلیسی مایکل فارادی که قانون القای الکترو مغناطیسی را کشف کرد، نامگذاری شده‌است.
این شرکت اولین خودرو مفهومی خود که یک خودرو تک‌سرنشین اسپرت به نام FF ZERO1 بود را در ژانویه ۲۰۱۶میلادی در نمایشگاه خودروهای الکترونیکی رونمایی کرد اما زمان تولید آن را اعلام نکرد. فارادی فیوچرز اولین خودروی تولیدی خود را که یک خودرو متصل به اینترنت پیشرفته‌است بنام FF 91 در ژانویه ۲۰۱۷میلادی در نمایشگاه CES رونمایی کرد. مدل Alliance Edition این خودرو به صورت محدود و در ۳۰۰ دستگاه ساخته و تحویل سفارش‌ها از سال ۲۰۱۸میلادی آغاز خواهد شد.